# Битва при Митилене
Битва при Митилене — морское сражение Пелопоннесской войны между спартанским и афинским флотами, завершившееся победой спартанцев.
Военные действия Пелопоннесской войны в 406 г. до н. э. сосредоточились в Ионии. Флот афинян в то время находился в тяжёлом положении ввиду недостатка финансирования и активных действий спартанцев. Афинский стратег Конон на Самосе смог укомплектовать только 80 кораблей из ста. Ему противостоял спартанский наварх Калликратид, сменивший на этом посту Лисандра. К имеющимся у него кораблям Калликратид присоединил корабли с Хиоса, Родоса и других островов, ранее бывших союзниками Афин, но перешедшими на сторону Спарты, и потому располагал ста сорока триерами, с которыми и выступил против Мефимны на Лесбосе, которая ещё хранила верность афинянам.

## Предыстория

Остров Самос и близлежащее побережье Малой Азии

Когда срок пребывания Лисандра в должности наварха подошёл к концу, его сменил Калликратид. К тому времени Лисандр установил дружественные связи с персидским наместником Киром Младшим и сумел заручиться личной поддержкой ионийских олигархов. Назначение нового наварха вызвало у него недовольство, но он не высказал его открыто. Вместо этого Лисандр максимально затруднил положение нового флотоводца. Во-первых, он вернул остаток полученных от персов денег, тем самым оставив флот без необходимых средств. Во-вторых, настроил против Калликратида Кира Младшего. В-третьих, с помощью лично преданных людей из олигархических кругов Ионии постарался создать в обществе отрицательное мнение о Калликратиде. Друзья Лисандра обратились к спартанскому правительству с требованием отменить сменяемость навархов.
В политической борьбе внутри Спарты Лисандр и Калликратид относились к разным группировкам. Вероятно, назначение Калликратида было вызвано усилением консервативной и традиционалистической группировки, ратовавшей за разрыв с Персией. Представителям этого лагеря также могло не нравиться возвышение Лисандра. Их идейным лидером, возможно, был царь Павсаний, который и в последующие годы относился к нему враждебно. Калликратид во многом был противоположностью Лисандру — он был ещё молод, его отличало, как писал Плутарх, «исключительное благородство и справедливость», его власть была «простой, бесхитростной, истинно дорийской».
Перед своим отплытием из Эфеса Лисандр заявил, передавая флот, что отдаёт его как господин моря. В ответ Калликратид предложил предшественнику проплыть мимо Самоса, где стоял афинский флот, передать ему корабли в Милете, и тогда он признает Лисандра господином моря. Лисандр в свою очередь сослался на то, что теперь уже не является командующим, и отплыл в Пелопоннес. К имеющимся у него кораблям Калликратид присоединил корабли с Хиоса, Родоса и других островов, ранее бывших союзниками Афин, но перешедших на сторону Спарты.
Вскоре Калликратид отправился просить денег у Кира Младшего. Согласно Ксенофонту, тот продержал его два дня в передней и отпустил ни с чем. Эта проволочка и обивание порогов вывели из себя наварха. Плутарх приводит более подробный рассказ. Согласно ему, Калликратид прибыл во дворец наместника и просил доложить о своём прибытии.
«Сейчас Киру некогда, чужестранец: он пьет вино», — ответил ему один из привратников. «Пустяки, — простодушно возразил Калликратид, — я постою и подожду, пока он кончит пить». Его приняли за неотесанного мужлана, и он ушел, осмеянный варварами. Явившись во второй раз, он снова не был допущен и в гневе уехал в Эфес…
После этого наварх пообещал по возвращении в Спарту приложить все усилия для восстановления мира, чтобы греки больше не унижались перед варварами. Не сумев получить финансовую поддержку от персов, он обратился в Спарту, а также в Милет и Хиос. В последних он получил деньги, в результате чего смог выдать жалованье морякам. В Милете Калликратид произнёс речь, в которой призывал помочь ему и показать варварам, что греки могут и без унижений перед ними отомстить врагу. После этой речи даже его бывшие противники предложили выделить часть денег из городской казны, а также выделили некоторую сумму из собственных средств.
Калликратид теперь располагал ста сорока триерами. Согласно Диодору, он сначала выступил против крепости Дельфинион на Хиосе, где небольшой афинский гарнизон сдался, получив право беспрепятственно покинуть город. Разрушив крепость, Калликратид напал на теосцев и разграбил их город. После этого спартанский наварх осадил Мефимну на Лесбосе, которая ещё хранила верность афинянам. После того, как Мефимна была взята спартанцами приступом и разграблена, свободные мефимнейцы были отпущены домой, а афинский гарнизон продан в рабство вместе с бывшими в Мефимне рабами.
Затем Калликратид со ста сорока триерами погнался за семьюдесятью триерами Конона и отрезал его от самосской базы. Конон отступил от значительно превосходящих сил спартанцев в митиленскую гавань.

## Битва
Калликратид плыл за ними и успел вовремя помешать Конону, в результате чего тот был вынужден принять бой на входе в бухту и потерпел поражение, потеряв тридцать кораблей.

## Итоги и последствия
Оставшиеся сорок кораблей афиняне вытащили на сушу под защиту крепости.
Калликратид ввёл свои корабли в бухту и блокировал уцелевший афинский флот с моря и суши. Конон спустил на воду две самые быстроходные триеры, снарядил их лучшими гребцами и воинами и отправил их за помощью — одну в Геллеспонт, другую в открытое море. Вторая триера была перехвачена, но первая добралась до Афин и принесла весть о бедственном положении эскадры Конона.
На помощь Конону отправился Диомедонт с двенадцатью кораблями, но вблизи Митилены был атакован Калликратидом и потерял десять кораблей. Тогда афиняне отправили на Лесбос сто десять триер, укомплектовав их как свободными гражданами, так и рабами. К этой армаде присоединились десять самосских и тридцать союзных кораблей. Всего афинский флот, насчитывавший сто сорок кораблей, прибыл на Самос.
Узнав о приближении противника, Калликратид оставил у Митилены пятьдесят кораблей под началом Этеоника стеречь Конона, а сам со ста двадцатью триерами направился навстречу афинянам, которые к этому времени подошли к Аргинусским островам и там ужинали. Встреча двух флотов, окончившаяся крупной победой афинян, произошла на рассвете следующего дня. Оставшиеся афинские корабли направились против спартанцев, осаждавших Митилену. Этеоник, не дожидаясь подхода афинян, отправил корабли на Хиос, а пехоту — в Мефимну. Конон, выйдя в море, соединился с афинскими кораблями, подошедшими от Аргинусских островов.